# Malvern Hill

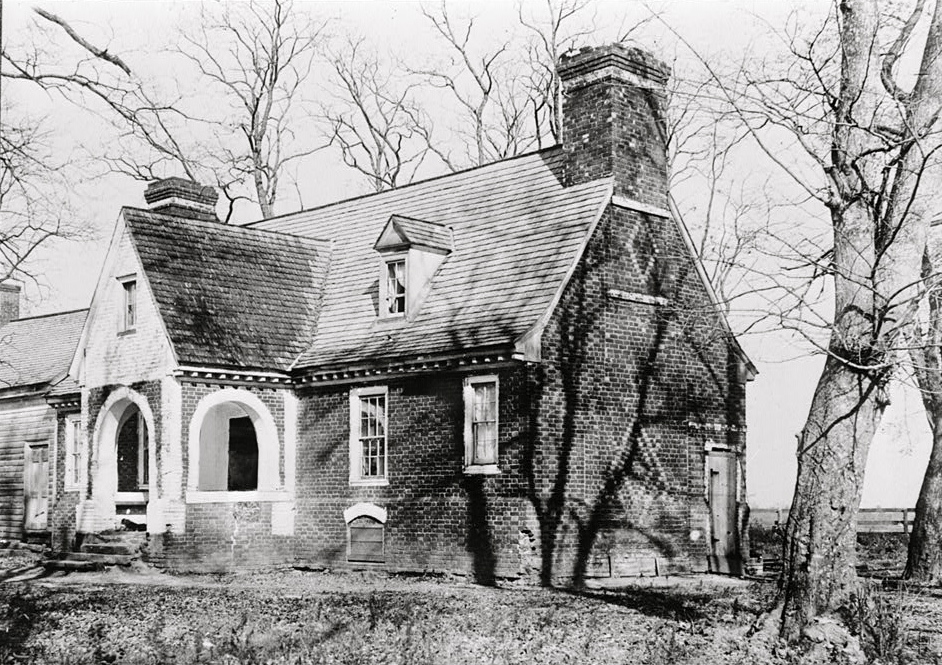
Casa de Malvern Hill antes de ser destruida por un incendio

Malvern Hill es un lugar que se encuentra en la orilla norte del río James en el condado de Henrico, Virginia, a unas dieciocho millas (29 km) al sureste de Richmond. El 1 de julio de 1862, fue escenario de la batalla de Malvern Hill, una de las batallas de los Siete Días de la guerra civil estadounidense.
El nombre se refería principalmente a la casa construida por Thomas Cocke en el siglo XVII, que permaneció en su familia durante muchos años. Su nombre deriva de Malvern Hills, en Inglaterra. La histórica casa fue destruida por un incendio en 1905 y todo lo que queda son los gabletes, incluyendo una chimenea. Sin embargo, las ruinas son arquitectónicamente significativas como los restos de una de las pocas casas de diseño cruciforme conocidas en Virginia. "La única chimenea sobreviviente es quizás el mejor ejemplo deconstrucción de ladrillo del siglo XVII en el estado".
El sitio de origen figuró en tres guerras. Lafayette acampó allí dos veces en 1781 durante la Guerra Revolucionaria Americana. La milicia de Virginia también acampó allí en la Guerra de 1812. Sin embargo, es más conocido como el sitio de la sangrienta batalla de la guerra civil estadounidense de Malvern Hill en 1862.
En agosto de 2016, los descendientes de William H. Ferguson Sr. (1885-1984) pusieron a la venta la Granja Malvern Hill de 871 acres por $10.6 millones. Fue comprado por la organización sin fines de lucro Capital Region Land Conservancy (CRLC) en febrero de 2018 por $6.6 millones. Posteriormente, CRLC registró servidumbres de conservación para proteger 465 acres con el Departamento de Recursos Históricos de Virginia y 25 acres con la Virginia Outdoors Foundation. Porciones de la propiedad fueron donadas al Condado de Henrico para el futuro sitio de un espacio abierto para la educación y la recreación pasiva, así como a la James River Association para el lanzamiento de una canoa/kayak en Turkey Island Creek que desemboca en el río James en el Refugio Nacional de Vida Silvestre Presquile. Capital Region Land Conservancy tiene los 380 acres restantes que se incluirán en el parque nacional de Richmond National Battlefield Park.